# ستيوارت كولمان
ستيوارت كولمان (بالإنجليزية: Stuart Colman)‏ هو منتج أسطوانات وكاتب أغاني بريطاني، ولد في 19 ديسمبر 1944 في هاروغيت في المملكة المتحدة، وتوفي في 19 أبريل 2018 في شلتنهام في المملكة المتحدة بسبب سرطان.

## وصلات خارجية
- ستيوارت كولمان على موقع IMDb (الإنجليزية)
- ستيوارت كولمان على موقع ميوزك برينز (الإنجليزية)
- ستيوارت كولمان على موقع ديسكوغز (الإنجليزية)